# The Boy Is Mine (песня Арианы Гранде)
«The Boy Is Mine» (с англ. — «Этот парень — мой») — песня, записанная американской певицей Арианой Гранде. Она была выпущена 7 июня 2024 года в качестве третьего сингла из седьмого студийного альбома исполнительницы Eternal Sunshine. Песня была написана самой Гранде, Максом Мартином, Синтаро Ясудой и Давидиором, который выступил продюсером песни вместе с Ильей Салманзаде. Вдохновлённая утечкой демо-записи, которую Гранде записала для комедийного скетча в 2021 году, песня представляет собой смесь жанров Поп и R&B.

## История
В 2023 году в Spotify появилась полная версия пиратской утечки неизданной песни Гранде под названием «Fantasize». По словам Гранде, она написала песню для комедийного скетча о девичьей группе. Узнав об утечке, певица прокомментировала видео на TikTok, что она расстроена, и попросила людей прекратить распространять утечки. Гранде также заявила, что намерена использовать хук из песни для другой композиции.
Песня «Fantasize» получила положительную оценку поклонников, что вдохновило Гранде на включение элементов песни в её седьмой студийный альбом Eternal Sunshine (2024). Во время интервью, посвящённого альбому, Гранде назвала «The Boy Is Mine» своей версией «Fantasize» и заявила о слитых в сеть своих песнях: «Хотя вы их слышали — потому что вы их украли — теперь они совсем другие».

## Композиция
Песня «The Boy Is Mine» длится две минуты и 53 секунды. Как и предполагала Гранде, составляя треклист родительского альбома, песня повторяет идею «True Story», играя роль, которую от неё ожидают СМИ. Песня описывается как R&B-поп с тяжёлыми басовыми инструментами, напоминающими R&B и поп-музыку конца 90-х и начала 2000-х годов.

## Музыкальное видео
27 мая Гранде объявила, что клип на песню «The Boy Is Mine» выйдет 7 июня. Кристиан Бреслауэр, работавший над визуальными эффектами к песням «Yes, And?» и «We Can’t Be Friends (Wait for Your Love)» из «Вечного сияния», прокомментировал тизер Гранде и поделился информацией о клипе на своей странице в Instagram. «Берите попкорн, занимайте места», — написал Бреслауэр в посте Гранде; «АКТ III… скоро», — написал режиссер клипа на своей личной странице в Instagram.
В клипе Гранде предстала в образе Женщины-кошки, а Пенн Бэджли — в роли мэра города, который выпустил на улицы одичавших кошек, чтобы уничтожить нашествие крыс. R&B-певицы Брэнди и Моника снялись в роли ведущих новостей, сообщающих о крысином кризисе. В клипе снялась коллега Гранде по сериалу «Victorious» Элизабет Гиллис, которая озвучивает крыс.

## Отзывы
Песня получила положительные отзывы музыкальных критиков после выхода альбома Eternal Sunshine. В рейтинге всех треков с этого альбома Кайл Денис из Billboard поставил песню на четвёртое место. Денис положительно оценил песню, отметив её шутливый характер и R&B-звучание 90-х, похожее на «Fantasize». Rolling Stone назвал песню «моментом R&B-попа конца девяностых, начала нулевых», также отметив, что песня может вызвать споры на фоне слухов, связанных с Гранде и Итаном Слейтером. Джем Асвад из Variety назвал песню «сравнительно энергичной» и посчитал, что песня выделяется на фоне остальной части альбома. Лаура Снаппес из The Guardian назвала песню «трэп-роскошью Алии», а также назвала её «собственнической». Поппи Платт из The Daily Telegraph заявила, что песня стоит особняком от одноимённой песни «The Boy Is Mine» Брэнди и Моники (1998), описав её как «шелковистую оду любви и страсти». Линдси Золадз из The New York Times описала её как «похотливую песню о запретной влюблённости» и сравнила её «заикающиеся» ударные с бойз-бэндами, с которыми Макс Мартин работал раньше.

## Чарты
| Чарт (2024)                              | Высшая позиция |
| ---------------------------------------- | -------------- |
| Австралия (ARIA)                         | 28             |
| Бразилия (Brasil Hot 100)                | 69             |
| Канада (Billboard Canadian Hot 100)      | 15             |
| Франция (SNEP)                           | 58             |
| Мир (Billboard Global 200)               | 11             |
| Греция (IFPI)                            | 9              |
| Литва (AGATA)                            | 52             |
| Малайзия (RIM)                           | 16             |
| Новая Зеландия (Recorded Music NZ)       | 23             |
| Филиппины (Billboard)                    | 22             |
| Польша (Polish Streaming Top 100)        | 64             |
| Португалия (AFP)                         | 25             |
| Саудовская Аравия (IFPI)                 | 15             |
| Сингапур (RIAS)                          | 17             |
| Словакия (Singles Digitál Top 100)       | 82             |
| Испания (PROMUSICAE)                     | 99             |
| Швеция (Heatseeker, Sverigetopplistan)   | 1              |
| Великобритания (UK Singles Chart)        | 39             |
| Великобритания (UK Streaming Chart, OCC) | 21             |
| США (Billboard Hot 100)                  | 16             |
| США (Billboard Mainstream Top 40)        | 22             |
| США (Billboard Rhythmic)                 | 39             |

## Сертификации
| Регион                                                                      | Сертификация | Продажи   |
| --------------------------------------------------------------------------- | ------------ | --------- |
| Бразилия (ABPD)                                                             | Золотой      | 20 000    |
| Канада (Music Canada)                                                       | Золотой      | 40 000    |
| Великобритания (BPI)                                                        | Серебряный   | 200 000   |
| США (RIAA)                                                                  | Платиновый   | 1 000 000 |
| Данные о продажах + прослушиваниях приведены только на основе сертификации. |              |           |